# Mosese Rauluni
Mosese Rauluni (ur. 27 czerwca 1975 w Suvie) - były rugbysta fidżyjski, reprezentant kraju, uczestnik Pucharu Świata w 1999, 2003 i 2007 roku. Ostatnio występował w angielskim Saracens na pozycji łącznika młyna.

## Kariera klubowa
Rauluni wychowywał się w australijskim Brisbane. Podobnie jak jego starszy brat Jacob postanowił związać swoje życie z rugby, dlatego naturalnym krokiem okazał się klub Brisbane Easts. W zespole tym występował aż do 2003 roku, po którego zakończeniu przeniósł się do Watford w Anglii, do klubu Saracens. Saracenów reprezentuje do dzisiaj rywalizując o miejsce w składzie z Neilem de Kock. Kontuzja, jaką odniósł w czerwcu 2010 roku zmusiła go do przedwczesnego zakończenia kariery.

## Kariera reprezentacyjna
Rauluni występował w młodzieżówce (do lat 19) Australii w latach 1993-1994, jednak zdecydował się, podobnie jak brat, reprezentować dorosłą reprezentację Fidżi. Swój debiut zaliczył w meczu przeciwko New Zealand Māori, który odbył się 1 listopada 1996 roku. W roku 1997 wystąpił w spotkaniach przeciw Tonga, Wyspom Cooka i Samoa oraz dwóm zespołom niebędącym reprezentacjami. W kolejnym roku zaliczył występ przeciw Australii.
Mosese Rauluni powrócił do reprezentacji po niemal rocznej przerwie w sierpniu 1999 roku - w efekcie tych spotkań został powołany do kadry na Puchar Świata w 1999 roku, gdzie zagrał w dwóch spotkaniach. Pomimo ponad dwuletniej przerwy w powołaniach w latach 2001-2003, Rauluni ponownie znalazł się w drużynie jadącej na finały Pucharu Świata w 2003 roku. Podczas australijskiego mundialu Rauluni wystąpił we wszystkich czterech spotkaniach reprezentacji. W 2004 roku Fidżyjczyk został powołany do zespołu Pacific Islanders - projektu, który prócz jego rodaków, skupiał także zawodników z Samoa i Tonga. Wystąpił wówczas w podstawowym składzie we wszystkich trzech spotkaniach: przeciw Australii, Nowej Zelandii i Południowej Afryce.
Począwszy od 2004 roku Rauluni był kapitanem reprezentacji Fidżi - to do jego „obowiązków” należało wówczas prowadzenie Cibi - tańca wojennego, wykonywanego przez fidżyjskich rugbystów przed rozpoczęciem zmagań sportowych. Również na czas Pucharu Świata w 2007 roku, który odbywał się we Francji Rauluni został mianowany kapitanem. Wówczas drużyna pod jego wodzą wyszła z pięciozespołowej grupy, pokonując po drodze Japonię, Tonga i Walię, a ulegając jedynie Australijczykom. W ćwierćfinale imprezy trafili na zespół Południowej Afryki, późniejszych zwycięzców całych mistrzostw. Pomimo porażki z drużyną z Afryki turniej został uznany za udany, a sam Rauluni został graczem roku 2007 na Fidżi. Po mistrzostwach, w czerwcu 2008 roku, Mosese rozegrał jeszcze trzy spotkania w ramach Pucharu Narodów Pacyfiku (przeciw Manu Samoa, NZ Māori i Australii A), podczas których zdobył jedno z czterech przyłożeń w swojej długiej międzynarodowej karierze. W listopadzie 2008 roku Rauluni został kapitanem Pacific Islanders na tournée po Europie Zachodniej. To on prowadził siva tau i cały zespół Wyspiarzy w meczach z Anglią i Francją. Zaliczył również spotkanie z Włochami.
Łącznie, Mosese Rauluni wystąpił w 44 meczach Palm (w tym 19 razy jako kapitan), w których zdobył 20 punktów. Należy również pamiętać o 9 występach (dwukrotnie jako kapitan) pod szyldem Pacific Islanders.
Podczas Pucharu Świata w 2011 roku Rauluni pełnił funkcję jednego z asystentów trenera reprezentacji Fidżi.